# Tel Qedesh (höjd)
Tel Qedesh (hebreiska: תל קדש) är en höjd i Israel.   Den ligger i distriktet Norra distriktet, i den norra delen av landet. Toppen på Tel Qedesh är 152 meter över havet.
Terrängen runt Tel Qedesh är platt åt nordost, men åt sydväst är den kuperad.Runt Tel Qedesh är det tätbefolkat, med 427 invånare per kvadratkilometer. Närmaste större samhälle är Umm el Faḥm, 6,1 km sydväst om Tel Qedesh. Trakten runt Tel Qedesh består till största delen av jordbruksmark.